# Tomiris - Principessa guerriera
Tomiris - Principessa guerriera (Tomiris) è un film del 2019 diretto da Aqan Sataev.

## Trama
Il film narra la vera storia di Tomiris (o Tomiri), la grande regina dei Massageti che unificò le varie tribù scite nell'antica Asia centrale. Vissuta 2500 anni fa, fu una guerriera e un’incredibile stratega che per la prima volta introdusse le divisioni militari formate da sole donne. Le sue gesta, largamente elogiate dallo storico Erodoto, portarono alla sconfitta dell’esercito persiano guidato da Ciro il Grande.

## Produzione
L'idea di realizzare questa pellicola venne ad Älija Nazarbaeva, una donna d'affari e la figlia più giovane dell'allora presidente kazako, Nursultan Nazarbaev. Nazarbaeva e il regista Aqan Sataev avevano già lavorato insieme per la pellicola Anaǵa aparar jol. Il film venne commissionato dal ministero della cultura e dello sport del Kazakistan, che affermò che questo genere di pellicola non ha come scopo il profitto, bensì la "formazione dell'ideologia dello stato e dei valori storici, come pure la popolarizzazione e la preservazione della storia nazionale". I fondi del film ammontavano a 2,5 miliardi di tenge kazaki, ovvero 6,5 milioni di dollari statunitensi.
I provini furono guidati da Jaina Abdieva: 15 000 giovani donne si presentarono per il ruolo principale; una preselezione ne selezionò 2000 e in seguito 25 passarono le prove di ripresa. Alla fine venne scelta Älmira Tūrsyn, allora ventottenne, per interpretare Tomiri. Tūrsyn non era un'attrice professionista quando furono fatti i provini, ma superò tutte le fasi della selezione. L'attore siriano Ghassan Massoud, che interpreta il re persiano Ciro, è noto per aver interpretato il ruolo del sultano Saladino ne Le crociate - Kingdom of Heaven di Ridley Scott nel 2005.
Per due mesi, Tūrsyn seguì dei corsi di equitazione e di combattimento di scena. Bibigul Aktan fece da cascatrice per Sardana, l'amica sarmata di Tomiri, interpretata da Aijan Laidji. Le attrici e gli attori furono formati sull'equitazione, sul tiro con l'arco e nel saper maneggiare le armi, sotto la direzione del direttore dei cascatori, Jaidarbek Kungujinov, alla guida di Nomad Stunts, una squadra di cascatori professionisti che aveva lavorato soprattutto per Hollywood (in particolare Blade of the 47 Ronin e Mulan), Bollywood e il cinema turco.
Il regista afferma di aver svolto un grande lavoro di ricostruzione storica e di non aver fatto nulla senza consultare i suoi consulenti storici. Lo scenario della pellicola si basa principalmente sul racconto dello storico greco Erodoto. Le decorazioni, i costumi, i veicoli e gli accessori della pellicola si devono alla direzione artistica di Quat Tleubaev, basata sulla documentazione storica. Tomiri e i massageti parlano una lingua che è un'unione tra la lingua turca antica e il persiano antico, attraverso le ricostruzioni dei filologi, mentre Ciro e i persiani parlano in persiano.
Le riprese sono iniziate a dicembre del 2017 nella regione di Almaty e le scene sono state girate in diverse parti del Kazakistan. Gli esterni di Babilonia sono stati ricostruiti allo studio Qazaqfil'm. Le scene di folla sono state girate con l'aiuto di 600 comparse. Le riprese durarono 93 giorni. La post-produzione durò due anni e mezzo.

## Distribuzione
Il film è uscito nelle sale nel Kazakistan il 1º ottobre 2019. I diritti di distribuzione del film sono stati venduti a Blue Swan per l'Italia, SND Films per la Francia, Art Mood per la Spagna, AT Entertainment per il Giappone, Gulf Film per il Medio Oriente, Challan per Corea del Sud, Paradise / MGN per CIS, Shaw per Singapore, Program 4 Media per la Romania, Siyah Bayez Movies per la Turchia e Well Go USA per gli Stati Uniti.

## Accoglienza
Secondo il sito kazako russofono InformBuro, la pellicola portò a delle critiche su Internet da parte degli utenti iraniani, che la criticarono per la scelta di far parlare una lingua turca antica ai Massageti, mentre secondo loro Tomiri aveva delle origini iraniche e non aveva niente a che fare con i turchi. Altre critiche degli iraniani riguardavano la scelta di seguire il racconto erodoteo, in quanto ritenevano la sua narrazione della morte di Ciro troppo umiliante.
In Francia, la rivista Télérama analizzò il film come una superproduzione storica con l'incarico di abbellire il racconto nazionale, e che tratta di figure imposte in primo piano, ma che limita giudiziosamente l'uso degli effetti speciali digitali. Les Échos vede nella pellicola una piccola curiosità e un grande viaggio. Il sito Écran Large apprezza la proiezione del film a L'Étrange Festival, un'occasione per scoprire delle grandi produzioni straniere distribuite troppo poco in Francia. Écran Large apprezza l'enfasi su un'eroina mai sessualizzata, ma rimpiange una trama tutto sommato troppo classica, delle influenze non sempre ben integrate (come Conan il barbaro di John Milius), così come la colorimetria troppo opaca della pellicola che non valorizza i paesaggi sublimi dell'Asia centrale. La rivista in Rete Fais pas genre apprezza l'aspetto esotico della pellicola, che mette in scena dei paesaggi visti di rado sul grande schermo in Francia, e la ricostruzione realistica e leggibile con facilità delle battaglie a misura d'uomo con delle vere comparse e veri cavalli. Rimpiange la trama ricca di cliscé e l'uso del rallentatore durante i combattimenti.
Il sito britannico Eastern Kicks, specializzato nel cinema asiatico, dà alla pellicola un punteggio di 4 su 5 e ritiene che, sebbene si basi più sul mito che sulla storia, diverte comunque; il sito apprezza anche la valorizzazione di un personaggio storico muliebre e afferma che il film dovrebbe essere più valorizzato del rifacimento di Mulan degli studi Disney uscito lo stesso anno. Il sito irlandese Irish Film Critic dà al film un punteggio di 2,5 su 5: secondo questo sito, Tomiris è una pellicola buona, ma che aveva il potenziale di fare meglio. La produzione, i costumi e l'azione sembrano ben fatti, ma il personaggio di Tomiri non è delineato abbastanza e il film sarebbe ritenuto troppo ripetitivo e lungo (il sito recensisce la versione kazaka di 2 ore e 35 minuti) a causa di una seconda parte priva della tensione presente nella prima. L'Hollywood Reporter descrive la pellicola come un peplum.

## Riconoscimenti
- L'Étrange Festival 2020 - Grand Prix Nouveau Genre[23]
- Taurus World Stunt Awards 2020 (Los Angeles): Migliori cascatori in un film straniero[24]